# Пастка Фукідіда

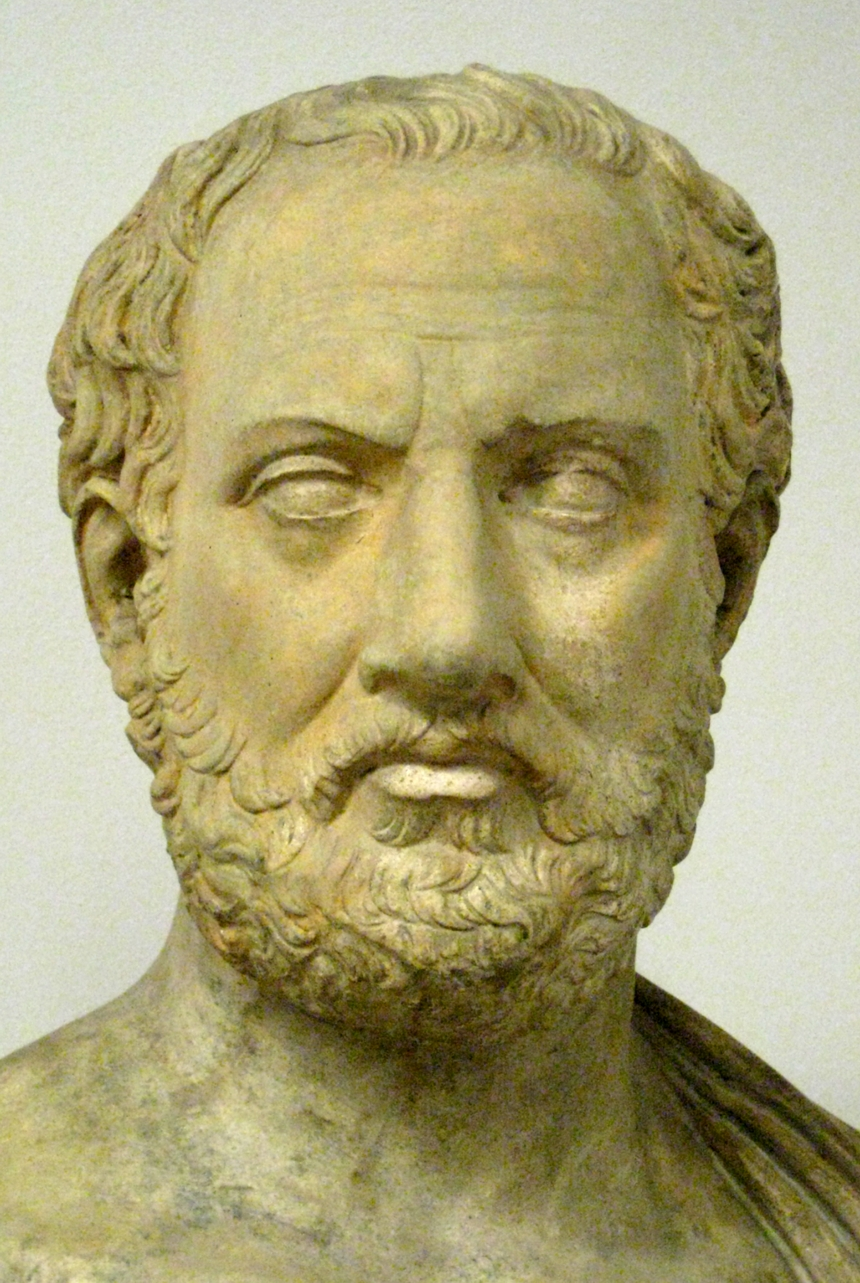
Бюст Фукідіда

Пастка Фукідіда — це термін, котрий був популяризований завдяки американському політологу Грехаму Аллісону. Термін описує теорію, згідно з якою, коли позиції великої держави як гегемона загрожує нова держава, існує значна ймовірність війни між двома державами Він набув популярності в 2015 році і основним чином використовується при аналізі потенційного конфлікту між Сполученими Штатами та Китайською Народною Республікою.
Концепція походить від припущення давньоафінського історика і військового генерала Фукідіда про те, що початок Пелопоннеської війни між Афінами і Спартою в 431 році до н.е. був неминучим через страх останніх перед зростанням афінської могутності.
Підтримуючи свою тезу, Аллісон очолив дослідження в Центру науки і міжнародних відносин Белфера Гарвардського університету , в ході якого виявлено, що серед 16 історичних прикладів зародження нової сили, яка конкурує з правлячою силою, у 12 випадках закінчилось війною. Проте це дослідження зазнало значної критики, і наукова думка щодо цінності концепції "Пастки Фукідіда", особливо у контексті можливого військового конфлікту між Сполученими Штатами та Китаєм, залишається розділеною.

## Походження

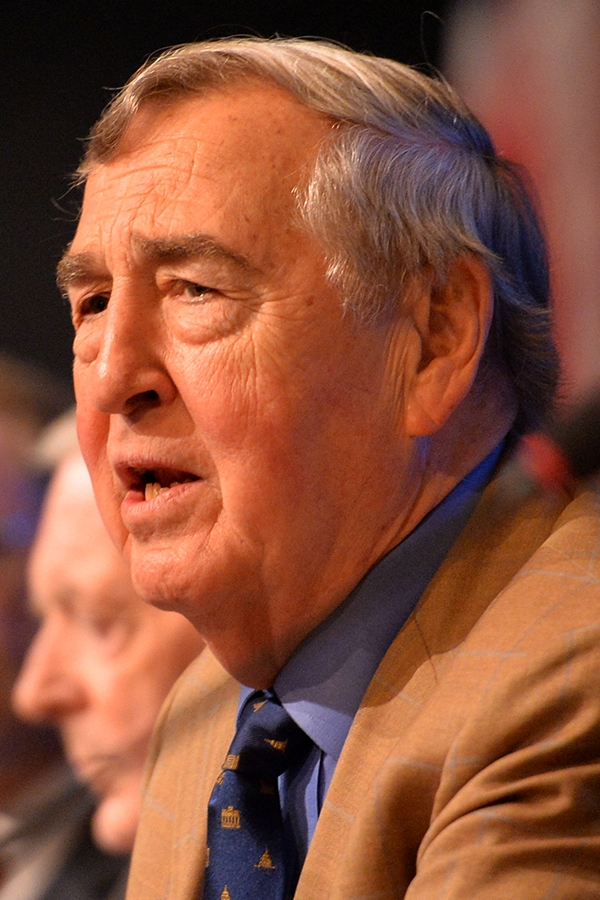
Грехам Аллісон

Термін був введений американським політологом Грехамом Аллісоном у своїй статті для Financial Times у 2012 році. Використовуючи уривок з давньогрецького історика і військового стратега Фукідіда з його твору "Історія Пелопоннеської війни", який говорив, що "зростання Афін і страх, який це викликало в Спарті, зробили війну неминучою", Аллісон вперше ввів цей термін, щоб описати ситуацію, коли зростаюча держава (у цьому випадку Афіни) викликає існуючу правлячу державу (у цьому випадку Спарту). В своїй книзі "Приречені на війну" 2017 року Аллісон розширив цей термін і стверджував, що "Китай і США зараз рухаються на конфронтацію, що може призвести до війни". Він також відзначив, що, хоча війна між "правлячою державою" та "державою, яка зростає", не є обов'язковою, вона може бути надзвичайно важкою уникнути і потребує значної дипломатичної уваги та зусиль для уникнення "пастки Фукідіда".неської війни», 

## Визначення
Цей термін використовується для опису тенденції, коли нова держава загрожує витіснити існуючу велику державу з ролі регіонального або міжнародного гегемона. За словами Грехама Аллісона:

Пастка Фукідіда - це природна, неминуча дискоммобілізація(?), яка відбувається, коли зростаюча сила загрожує витіснити правлячу владу...[і] коли зростаюча сила загрожує витіснити правлячу владу, структурна напруга, що виникає, робить насильницьке зіткнення правилом, а не виключенням.

Для просування своєї дисертації Аллісон очолив тематичне дослідження Центру науки і міжнародних відносин Белфера Гарвардського університету, яке виявило, що серед 16 історичних випадків, коли нова держава конкурувала з панівною державою, 12 закінчилися війною.

## Вплив
Термін і аргументи, пов'язані з ним, отримали значну увагу з боку міжнародних ЗМІ, включаючи державні ЗМІ Китаю, а також в середовищі американських і китайських політиків. У дослідженні терміну, проведеному Аланом Грілі Мізенгаймером та опублікованому Інститутом національних стратегічних досліджень, відділом військових досліджень Національного університету оборони, було зауважено, що цей термін «привернув увагу всього світу, коли він став частиною лексикону міжнародних відносин». Дослідники зовнішньої політики, такі як Хел Брендс і Майкл Беклі, відзначили, що "пастка Фукідіда" стала "канонічною" та "трюїзмом, який тепер безліч разів використовується для пояснення суперництва між США та Китаєм". Крім того, дипломатичний кореспондент Бі-Бі-Сі Джонатан Маркус пожартував, що книга Грехама Аллісона "Приречені на війну", що розглядає пастку Фукідіда, стала "обов'язковою літературою для багатьох політиків, вчених і журналістів".

### Китайсько-американські відносини
Цей термін, в основному, прийшов до вживання і став важливим в контексті можливого військового конфлікту між Сполученими Штатами та Китайською Народною Республікою. Китайський лідер і генеральний секретар КПК Сі Цзіньпін використовував цей термін, наголошуючи на необхідності спільних зусиль для уникнення пастки Фукідіда. Вплив терміну посилився в 2018 році через загострення відносин між США та Китаєм. Президент США Дональд Трамп ввів мита на значну частину китайського експорту до США, що призвело до торгової війни.
Західні дослідники відзначають наявність численних актуальних питань, що стосуються обох країн, і які можуть збільшувати ймовірність потрапляння їх у пастку Фукідіда. Серед цих питань варто відзначити збереження фактичної незалежності Тайваню, яку підтримують західні країни; цифрову поліцію Китаю та його активне використання кібершпигунства; розбіжність у політиці стосовно Північної Кореї; наростаючу військово-морську присутність Китаю в Тихому океані та його претензії на Південно-Китайське море; а також проблеми з правами людини в Сіньцзяні, Тибеті та Гонконгу. Деякі дослідники також вказують на консолідацію влади Сі Цзіньпіна, глибоку розбіжність у цінностях і торговельний дефіцит як можливі фактори, які збільшують ризик впадання обох країн в пастку Фукідіда.

## Критика

### Китайсько-американські відносини
Декілька вчених висловили критику щодо використання пастки Фукідіда у контексті американо-китайських відносин. Наприклад, Річард Хананія, дослідник Колумбійського університету, висловлював думку, що пастка Фукідіда не може бути застосована до відносин між Сполученими Штатами та Китаєм, оскільки амбіції Китаю переважно обмежуються внутрішніми питаннями, і тому Китай не представляє значущої загрози для інтересів США.
Лоуренс Фрідман, автор статті в журналі Prism, присвяченому комплексним операціям інституту національної оборони, також вказував на те, що "головним інтересом Китаю завжди була його регіональна позиція, і тому є змістовні доводи для того, щоб виявити терпіння", оскільки економічна сила Китаю постійно зростає.
Ху Бо, професор Інституту дослідження океану Пекінського університету та один із провідних військово-морських стратегів Китаю, також висловив сумнів у відповідності поточного балансу сил між Сполученими Штатами та Китаєм гіпотезі Фукідіда.